# 林有孚
林有孚（1481年—？），字以吉，號石崖，福建興化府莆田縣人，軍籍，明朝政治人物。

## 生平
正德五年（1510年）庚午科福建鄉試第六名。正德六年（1511年）聯捷辛未科第二甲第八十名進士。本年十二月擢授山东道试監察御史，十二年六月提调南直隶学校。嘉靖三年（1524年）九月复除御史原职，命提督南直隶学校。五年十月升南京大理寺右寺丞，八年四月升大理寺右少卿，九年九月升都察院右佥都御史、巡抚保定等处兼提督紫荆诸关，顺天、河间、真定、保定各处滹沱河连年水溢为患，御史徐汝圭劾奏巡抚林有孚坐视民瘼，不行修治赈恤，并发其纵容妾党夤缘奸利等事，改官右僉都御史總督南京糧儲。嘉靖十一年（1532年），御史傅汉臣弹劾其私属故吏临清州知州刘守臣，强买民间女为妾，被逮下诏狱，狱中上书自白，并论汉臣挟私弹劾之故，次年黜為民。

## 家族
曾祖父林宏泰，贈通议大夫都察院右副都御史；祖父林良弼，封徵仕郎工科給事中，贈通议大夫都察院右副都御史；父親林元甫，曾任通議大夫都察院右副都御史。母陳氏 (孺人贈淑人）；繼母孔氏（封淑人）。慈侍下。兄有年（知县）、有恒（监生）、有禄（府同知）、有章（義官）、有教。弟有容。